# Alexander McQueen (marque)
Alexander McQueen est une maison de haute couture fondée par Alexander McQueen en 1992.

## Histoire
La maison de couture a été fondée par Alexander McQueen en 1992. Sa première collection, Taxi Driver, faisait référence au film éponyme de Martin Scorsese. Chaque défilé suivant était caractérisé par une approche hautement théâtrale qui, combinée aux créations, suscitait une vive controverse. C'est devenu la marque de fabrique de la marque.
En 2001, la maison de couture a rejoint le groupe Gucci (aujourd'hui groupe Kering). McQueen a ensuite vendu 51 % de ses parts.
En 2006, McQ, la marque de prêt-à-porter de la maison, a été lancée. La ligne s'adresse à un public jeune.
En février 2010, Alexander McQueen s'est suicidé. Sa collaboratrice de longue date, Sarah Burton, a été nommée directrice artistique.
En octobre 2023, Seán McGirr a été nommé directeur artistique.